# Prix Blaise-Pascal
Le prix Blaise-Pascal est un prix scientifique décerné en France par l'Académie des sciences récompensant la recherche scientifique dans le domaine des mathématiques appliquées et du calcul numérique dans les sciences de l'ingénieur. Il a été créé en 1984 par la Société de mathématiques appliquées et industrielles (SMAI) et le Groupe pour l’avancement des méthodes numériques de l’ingénieur (GAMNI). Les lauréat(e)s doivent avoir soutenu leur thèse depuis moins de 15 ans (avec majoration pour tout enfant à charge).  Le prix récompense un travail remarquable réalisé en France sur la conception et l’analyse de méthodes numériques déterministes et stochastiques utiles pour la résolution des équations aux dérivées partielles.
Le prix tient son nom du philosophe et scientifique français Blaise Pascal.

## Liste des lauréats du prix Blaise-Pascal
- 2024 - Élie Bretin, maître de conférences à l’Institut national des sciences appliquées de Lyon (INSA) et membre de l’Institut Camille-Jordan
- 2023 - Yannick Privat, professeur à l'université de Strasbourg puis à l'École des mines de Nancy à l'université de Lorraine[2]
- 2022 - Aline Lefebvre-Lepot, chargée de recherches au CNRS, fédération de mathématiques de CentraleSupélec[3]
- 2021 - Clément Cancès, directeur de recherche chez Inria Lille - Nord-Europe[4]
- 2020 - Jean-Marie Mirebeau, chargé de recherche au CNRS, laboratoire de mathématiques d'Orsay
- 2019 - Quentin Mérigot, professeur à l’université Paris-Sud à Orsay au laboratoire de mathématique[5]
- 2018 - Julie Delon, professeur à l'université Paris-Descartes, au laboratoire mathématiques appliquées à Paris 5[6]
- 2017 - Gabriel Peyré[7], directeur de recherche au CNRS, École normale supérieure[8]
- 2016 - Franck Boyer[9], professeur à l’université Toulouse 3
- 2015 - Clémentine Prieur[10], professeur à l'université Joseph Fourier, Grenoble au laboratoire Jean Kunzmann
- 2014 - Emmanuel Trélat, professeur à l’université Pierre-et-Marie-Curie, au laboratoire Jacques Louis Lions
- 2013 - Ewan Faou, directeur de recherche à l’INRIA, département de mathématiques à l’école normale supérieure de Cachan
- 2012 - Francis Filbet, professeur de mathématiques appliquées à l'université Claude Bernard Lyon 1
- 2011 - Rémi Gribonval, directeur de recherche à l'institut national de recherche en informatique et en automatique de Rennes
- 2010 - Emmanuel Grenier, professeur à l'école normale supérieure de Lyon
- 2009 - Éric Cancès (de), professeur à l'École nationale des ponts et chaussées de Marne-la-Vallée
- 2008 - Bertrand Maury, professeur de mathématiques à l'université Paris-Sud d'Orsay
- 2007 - Josselin Garnier, professeur au laboratoire Jacques-Louis Lions de l'université Paris VII - Diderot
- 2006 - Serge Piperno, ingénieur en chef des ponts et chaussées
- 2005 - Toufic Abboud, directeur scientifique à l'école polytechnique
- 2004 - Albert Cohen, professeur au laboratoire d'analyse numérique de l'université Pierre-et-Marie-Curie
- 2003 - Valérie Perrier
- 2002 - Bruno Després
- 2001 - Rémi Abgrall
- 2000 - Frédéric Coquel
- 1999 - Claude Le Bris
- 1998 - Yves Achdou
- 1997 - Stéphane Mallat
- 1996 - Grégoire Allaire
- 1995 - Christine Bernardi
- 1994 - Patrick Joly
- 1993 - Bruno Stoufflet
- 1992 - Benoit Perthame
- 1991 - Yvon Maday
- 1990 - Jacques Blum et Denis Serre
- 1989 - Bernard Larrouturou
- 1988 - Alain Bamberger
- 1987 - Alain Lichnewsky
- 1986 - Olivier Pironneau
- 1985 - Patrick Le Tallec